# Intsia bijuga
Espèce
Classification phylogénétique
Statut de conservation UICN

 VU A1cd : Vulnérable
Intsia bijuga, appelé kohu en Nouvelle-Calédonie, est une espèce végétale de la famille des Caesalpiniaceae, ou des Fabaceae selon la classification phylogénique. C'est un arbre tropical de taille moyenne qui se trouve dans toute la zone pacifique tropicale et équatoriale, du sud-est asiatique aux côtes africaines. Il est également appelé, de même que l'espèce Intsia palembanica, « arbre de fer ».

## Caractéristiques

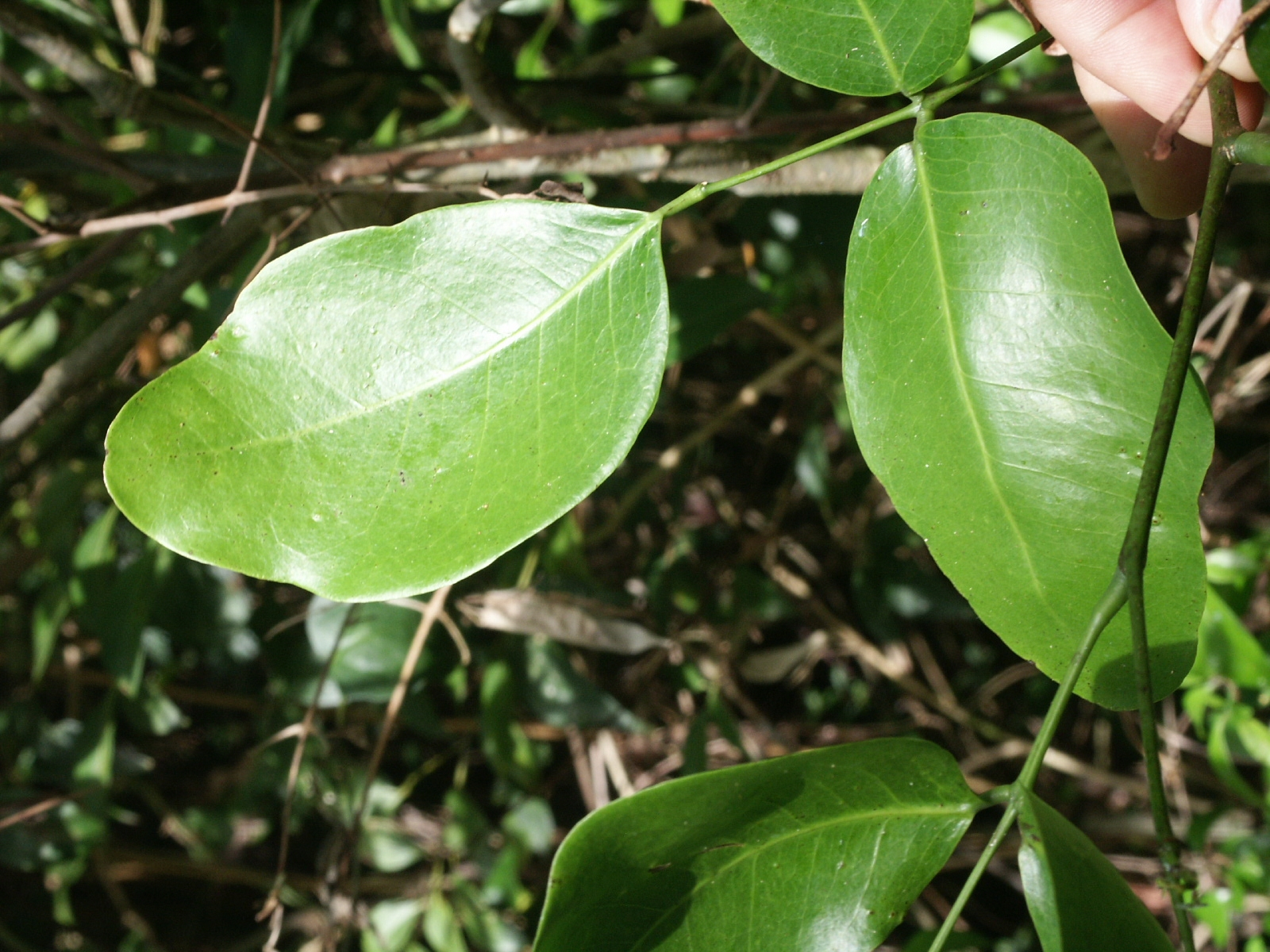
Feuilles dIntsia bijuga.

C'est un arbre trapu, de 10 à 20 m de haut, avec une frondaison parfois importante, au tronc souvent tordu et creux chez les individus âgés. L'écorce est blanchâtre et se détache par plaques, comme le platane, laissant des dépressions plus ou moins circulaires.
Les feuilles sont composées de deux ou quatre folioles : le parallélisme des nervures est caractéristique de l'espèce.
Les fleurs sont disposées sur des grappes axillaires ou pseudo-terminales en bout d'axes. Elles sont de couleur verdâtre sauf l'étendard blanc et les étamines rouges.
Les fruits sont des gousses, de forme régulière, de couleur cuir à maturité, nettement sillonnées entre les graines.
Les graines, de deux à sept par gousse, sont rondes et aplaties.
Cette espèce compte 24 chromosomes au stade sporophyte.

## Répartition

### Afrique
Afrique tropicale de l'Est : Tanzanie - Zanzibar
Océan indien : Madagascar; Seychelles

### Asie tempérée
Asie de l'Est : Taiwan

### Asie tropicale
Sous-continent Indien : Inde(côtes)
Indochine : Cambodge (côtes), Myanmar (côtes), Thaïlande, Viêt Nam
Malaisie : Indonésie, Malaisie, Papouasie-Nouvelle-Guinée, Philippines

### Australasie
Australie - Queensland

### Pacifique
Nord-Pacifique : Micronésie; Palau
Sud-Pacifique : Fidji; Nouvelle-Calédonie; Samoa; Iles Salomon; Vanuatu
La régénération naturelle du Kohu est abondante dans un milieu préservé, ce qui explique que, malgré des essais de plantation concluants, aucune culture à grande échelle ne soit réalisée, tant en Nouvelle-Calédonie que dans les principales zones de production en Asie du Sud-Est.
Sa croissance est relativement rapide.

## Utilisation
Le bois de kohu (commercialisé en Europe sous le nom de merbau, appellation utilisée aussi pour le bois de l'espèce Intsia palembanica) est de grande qualité, rouge veiné de brun, lourd et très dur (avec une bonne résistance, resistance moyenne aux termites). Le grain est fin et à maillure fine. Il est d'une grande stabilité et ne souffre que de faibles retraits.
Il est largement utilisé dans la construction et l'ameublement, en menuiserie et ébénisterie en Nouvelle-Calédonie et en Asie alors qu'en Europe son usage reste cantonné principalement aux parquets flottants.
En Nouvelle-Calédonie, son exploitation est réalisée uniquement dans l'île des Pins (Province Sud).

Exploitation du kohu à l'île des Pins (Nouvelle-Calédonie).
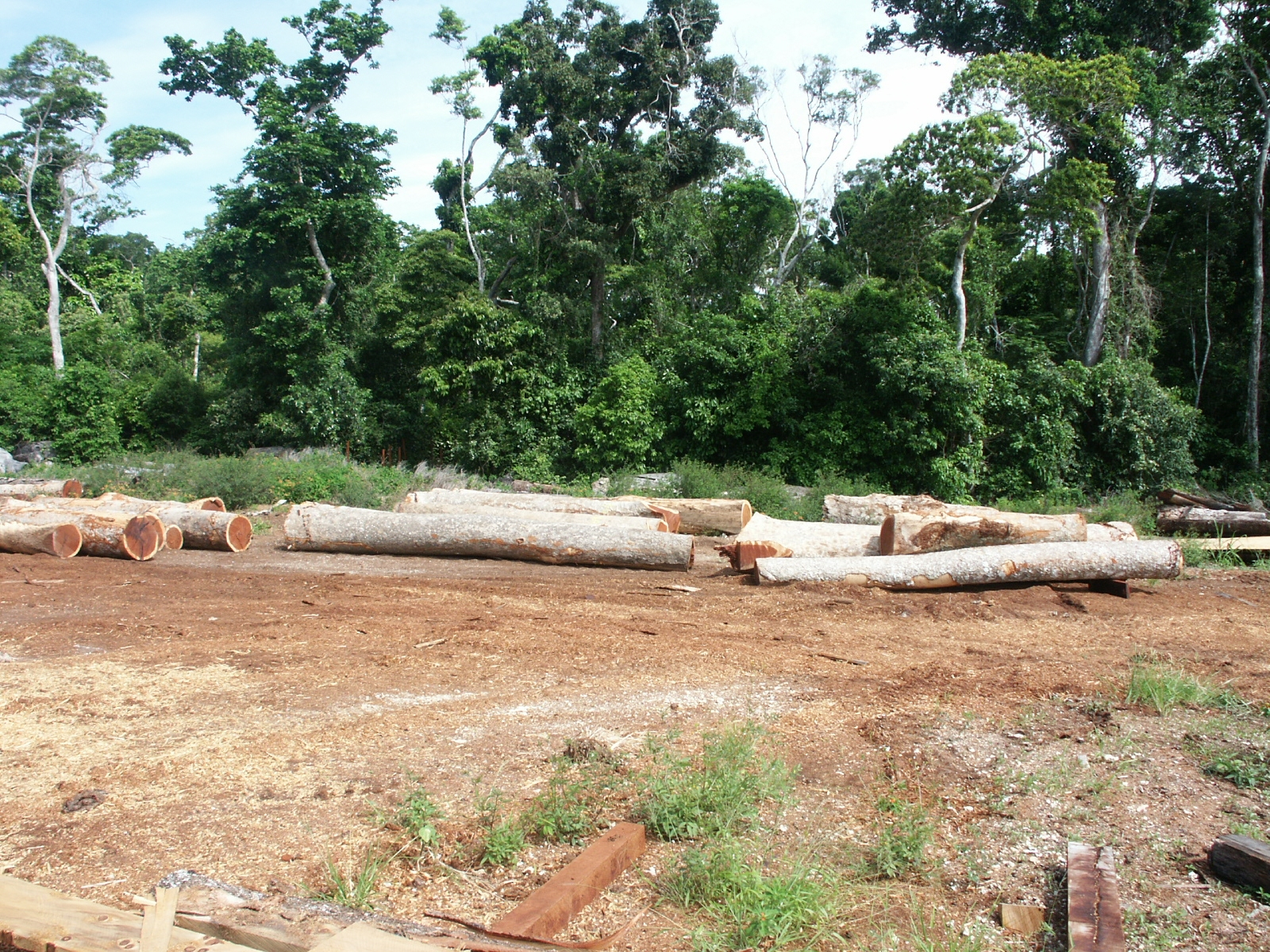
Grumes de kohu.
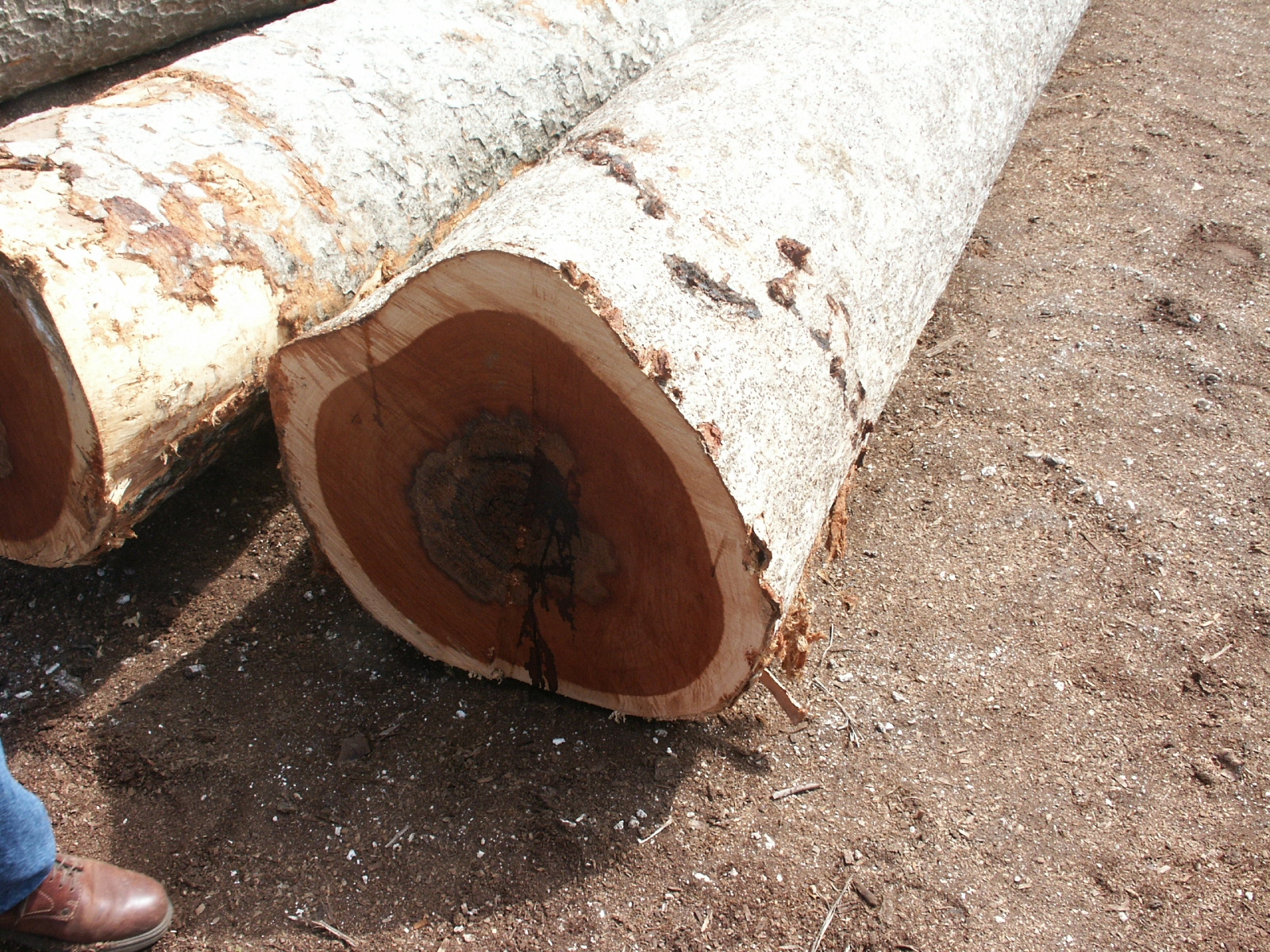
Aspect du bois.
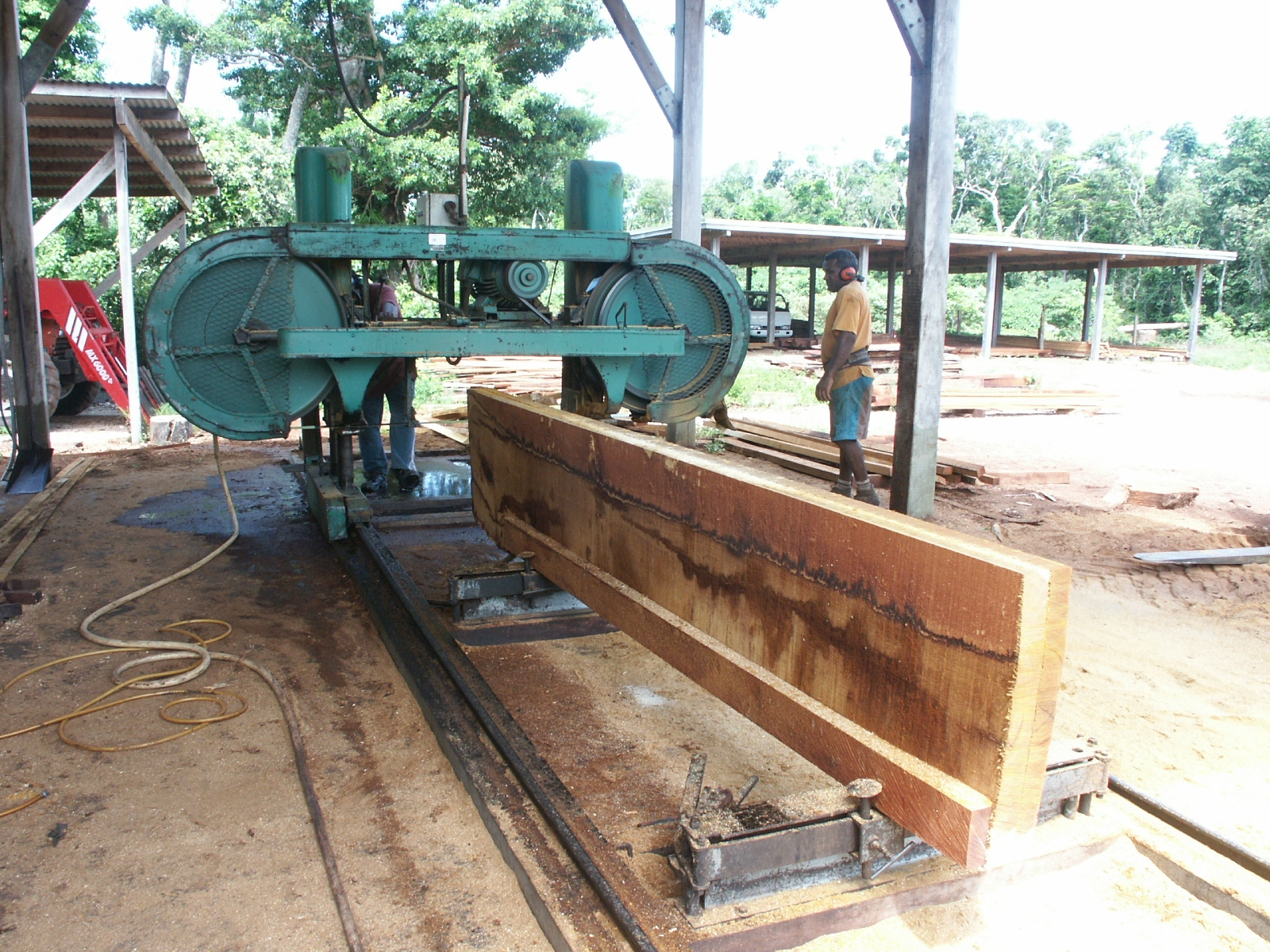
De l'abattage à la commercialisation.

## Symbole
Intsia bijuga, connu localement sous le nom d'« ifit », a été désigné en 1969 comme « arbre territorial de Guam ».